# Чорваш
Чорваш (мађ. Csorvás, рум. Ciorvaş) је мањи град у жупанији Бекеш у Мађарској.

## Географија, економија и култура
Место заузима површину од 90.18 km² и има популацију од 4.871 становника (2015).
Град Чорваш се налази у округу Бекеш, поред магистралног пута бр. 47. Први писани запис о граду је из 1217. године, али је Чорваш постао самостално насеље тек 1857. године. Град има симетричан распоред и три пута током своје историје је обнављан. Током ископавања, археолози су пронашли рушевине цркве из доба династије Арпада.
Развој града заснива се на таленту и марљивости његових мађарских, словачких и румунских становника. У то време, пољопривреда је била примарна привредна грана, а производња у насељу била је претежно пшеница, кукуруз и свињарство и сточарство.
Доласком железничке линије Нађварад-Фиуме 1871. године, Чорваш је постао главни транспортни центар за пољопривредне производе. До 1970. Чорваш је био велико село са довољно развијеном инфраструктуром и канализацијом да би се обезбедило да вода и природни гас буду лако доступни становницима целе области.
У граду се налази „Јединствени друштвени дом“, специјализовани сервис за старе и немоћне у пуном обиму. Доступан је и субвенционисан смештај за младе људе у граду.
Чорваш сада има модерно развијено градско средиште, као и три цркве и капелу око трга Сабадшаг. У граду се налази и велики парк украшен уметничким делима. На периферији града су означене области „зеленог појаса“ у којима успевају „Трансилваниан Херич“ (заштићени цвет).

## Историја
Трагови ранијих насељавања у граду се могу наћи од неолита па надаље. На основу резултата ископавања може се констатовати да је то било „црквено село“ 1150-их година. Цркву из Арпадовог доба и средњовековну цркву изграђену на њој археолози су ископали 1997. године.
Први писани помен Чорваша датира из 1456. године, када је Ласло V поклонио ово подручје Јаношу Хуњадију. Затим се помиње као пустара која припада Сентеторњи.
Од 1458. припадао је Абрахамовима из Герли до 1595. године, све до турскоих освајања. Године 1471. Чорваш се поново појављује као село. Како се наводи, када је проректор Богородичине цркве у Будимском замку уведен у имање Сенторња, као сведок и комшија био је присутан и чорвашки судија Ђерђ Елекеш.
Године 1556. од њених становника је наплаћен данак након 26 капија (што год да је то значило). Наведене године, кметови 2 властелина, Абрахамфи Болдижар и Петер Пејкеш, процењени на 8 капија, били су толико сиромашни да нису могли да плате порез.  Године 1563. у селу је избројано 57 породица, тако да је у њему живело око 285 људи. Турски дефтер, који је забележио 30 кућа у Чорвашу 1557-58. године, одговарао је овом податку.
Током првог периода турске владавине, Чорваш је остао насељено село на регионалном нивоу. Међу кметовима су се ове године појавила и имена Бако, Берецзки, Јухош, Кондороши, Погани и Вашки, односно имена старих породица које су ту и раније живеле и нису се мењале.
Чорвашу нема писаног трага после 1580. године.  Турско-татарске трупе су спалиле село, и оно је за дуго времена постало ненасељена пустош. Опеке његове цркве разбацали су околни становници.
Након што су Турци поражени, област је дата барону Ђерђу Јаношу Харукерну, који га је дао у закуп. Најдуже га је изнајмљивао град Ђула, па су пустош насељавали углавном његови кметови.
Од 3. децембра 1857. године постало је самостално пореско насеље, са поштом (1858), железничком станицом (1871), мрежом установа, школским системом. У то време се формира шаховски систем улица насеља, који је и данас карактеристичан за Чорваш. У насељу је живело шест верских конфесија и три националности (Мађари, Словаци и Румуни). Холокауст је такође уништио јеврејску заједницу у Чорвашу, 37 од 45 Јевреја у Чорвашу су постале жртве.
Од краја 19. века до 1950. године, па опет од 1970. године било је велико село. Од 1. јула 2005. место је проглашено градом.

## Демографија
Године 2001. 99% становништва насеља се изјаснило као Мађари, 1% друге (углавном Роми, Словаци и Румуни) националности.
Током пописа 2011. 88,7% становника изјаснило се као Мађари, 0,6% као Роми, 0,4% као Немци, 0,3% као Румуни и 1,2% као Словаци (11,2% се није изјаснило, због двоструког држављанства, укупан број може бити већи од 100%). 
Верска дистрибуција је била следећа: римокатолици 22,9%, реформисани 4,4%, лутерани 7,5%, неденоминациони 44% (20,3% се није изјаснило).